# 福山東郵便局
福山東郵便局（ふくやまひがしゆうびんきょく）は、広島県福山市にある郵便局である。民営化前の分類では集配普通郵便局であった。

## 概要
住所：〒721-8799 広島県福山市引野町5-31-6

### 出張所（局外ATM）
民営化前は以下の場所に出張所としてATMを設置していた。民営化後も同じ場所にATMがあるが、管理はゆうちょ銀行広島支店となっている。
- ゆめタウン蔵王内出張所

## 沿革
- 1977年（昭和52年）5月9日 - 福山東郵便局として、福山市引野町五丁目に開局[1]。福山郵便局の集配業務の一部と大門郵便局の全集配業務を移管される。
- 1995年（平成7年）3月20日 - 東広島市、高田郡高宮町・甲田町（いずれも当時）の地域区分局を当局から広島中央郵便局へ変更。
- 1998年（平成10年）9月1日 - 外国通貨の両替および旅行小切手の売買に関する業務取扱を開始。
- 1999年（平成11年）4月1日 - ゆめタウン蔵王内出張所（局外ATM）を設置。
- 2007年（平成19年）3月5日 - 呉市のうち川尻町・安浦町、東広島市のうち黒瀬町・河内町・豊栄町・福富町・安芸津町の地域区分局を当局から広島中央郵便局へ変更。
- 2007年（平成19年）10月1日 - 民営化に伴い、併設された郵便事業福山東支店に一部業務を移管。
- 2012年（平成24年）10月1日 - 日本郵便株式会社の発足に伴い、郵便事業福山東支店を福山東郵便局に統合。
- 2017年（平成29年）7月23日  - ゆうゆう窓口24時間営業廃止[注釈 1][2]。
- 2017年（平成29年）9月 - 地域区分業務を岡山郵便局（岡山県総社市）へ移管。

## 取扱内容
- 郵便、印紙、ゆうパック、内容証明
- 貯金、為替、振替、振込、国際送金、外貨両替・トラベラーズチェック、国債、投資信託
- 生命保険、バイク自賠責保険、自動車保険、変額年金保険、がん保険、引受条件緩和型医療保険
- ゆうちょ銀行ATM
- 福山市内の一部地域（〒721-0000、721-09xx、721-85xx、721-86xx、721-87xx）の集配業務
- ゆうゆう窓口

## 周辺
- 東福山駅
- 福山地方卸売市場
- 国道2号

## アクセス
- JR山陽本線 東福山駅から徒歩約7分
- 中国バス、井笠バス 東福山駅口停留所下車
- 山陽自動車道 福山東ICから南へ約2.5km
- 駐車場あり：19台